# 納拉奇國家公園
54°51′00″N 26°44′00″E / 54.85°N 26.7333°E

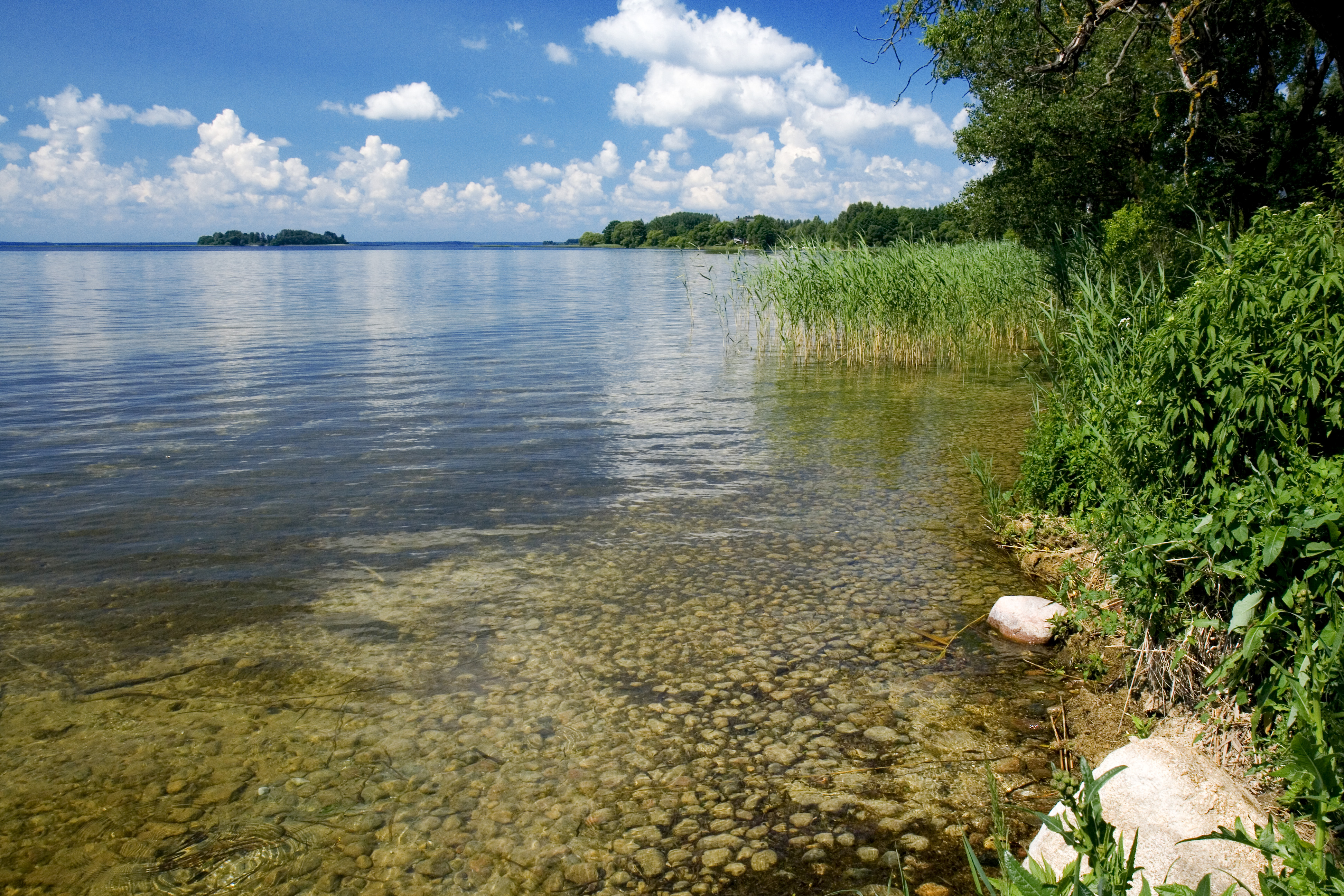

納拉奇國家公園是白俄羅斯的國家公園，位於該國西北部，處於明斯克州，成立於1999年7月28日，面積933平方公里，有鹿、貂和水獺等野生動物棲息。